# NGC 1087

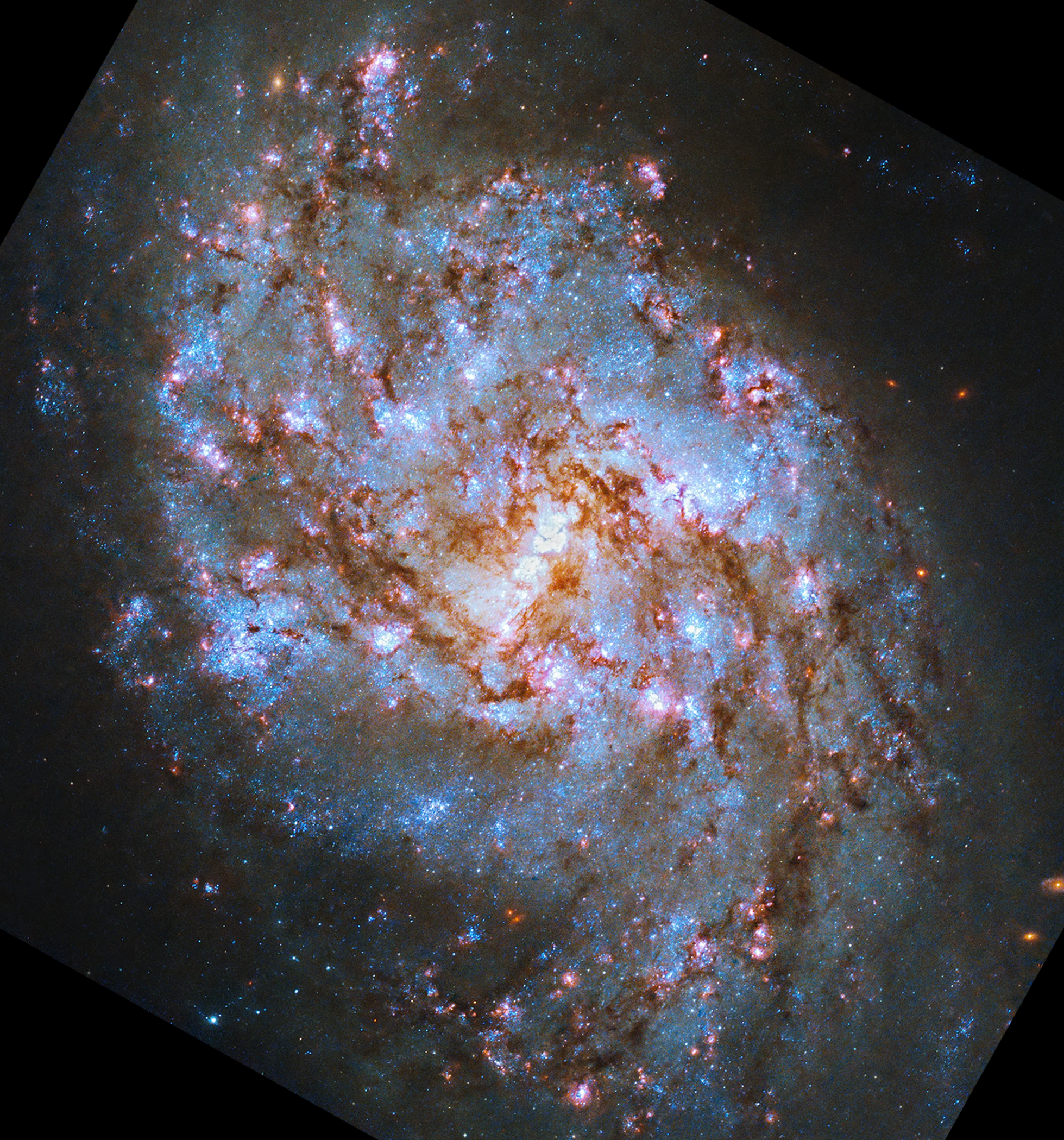
NGC 1087 - Telescopio Spaziale Hubble

NGC 1087 è una galassia a spirale intermedia situata nella costellazione della Balena, a una distanza di circa 63 milioni di anni luce dalla nostra Via Lattea.

## Scoperta
La galassia è stata scoperta il 9 ottobre 1785 dall'astronomo britannico di origine tedesca William Herschel.

## Descrizione
Nelle immagini riprese nel corso dell'indagine SDSS, il nucleo centrale appare piuttosto piccolo e mostra la presenza di una piccola barra.
NGC 1087 ha una classe di luminosità III e presenta una larga riga a 21 cm dell'idrogeno neutro.
Nella galassia sono presenti anche regioni di idrogeno ionizzato.

## Morfologia
NGC 1087 è stata utilizata da Gérard de Vaucouleurs come esempio di galassia di tipo morfologico SAB(rs)c nel suo atlante delle galassie.
Eskridge et al. hanno pubblicato un articolo nel 2003 che descrive la morfologia di 205 galassie a spirale o lenticolari. Le osservazioni sono state condotte nella banda H dell'infrarosso e nella banda B del blu. Secondo lo studio, NGC 1087 è di tipo SBd nella banda B e nella banda H. La galassia è vista di faccia e possiede una piccola barra al suo centro. Non si nota un vero bulbo galattico. 
La barra è incastrata in un disco nodoso di debole luminosità superficiale che mostra dei filamenti spiraliformi.

## Supernova
Il 1 agosto 1995, all'interno di NGC 1087 è stata scoperta la supernova SN 1995V dall'astronomo amatoriale australiano Robert Evans, assieme agli astronomi Michael Dopita del Mount Stromlo Observatory e Chon Trung HUA del Laboratorio di Astronomia spazialae del CNRS utilizzando il telescopio da 2,3 m del Siding Spring Observatory, equipaggiato con filtri interferenziali. La supernova è stata classificata di type II, come confermato da S. Benetti dell'European Southern Observatory tramite spettri su CCD nella banda 396-793 nm.